# Sead Kajtaz
Sead Kajtaz (* 14. Februar 1963 in Mostar) ist ein ehemaliger jugoslawischer Fußballspieler.

## Karriere
Kajtaz spielte neun Jahre für FK Velež Mostar, bevor er in die Bundesliga zum 1. FC Nürnberg wechselte. Für den Club absolvierte er acht Spiele und erzielte ein Tor, seine Premiere gab er beim 1:1 gegen Bayer 05 Uerdingen. Im Februar 1991 endete seine Karriere.